# Малоросійська губернія (1764–1781)
Перша Малоросійська губернія (рос. Малороссійская Губернія) або Уряд Малоросії був створений російською владою в 1764—1765 рр. під час ліквідації козацької Гетьманщини на українських землях, включених до складу Російської імперії. Малоросійською губернією керував Петро Румянцев.
Іншою адміністративною реформою 1781 року губернаторство та його підрозділи (полки) були ліквідовані і замінені намісниками, поділеними на повіти.

## Підрозділи
Губернаторство поділялося на 10 полків, які були рівнозначними повітам.
- Гадяцький полк
- Київський полк
- Лубенський полк
- Миргородський полк
- Ніжинський полк
- Переяславський полк
- Полтавський полк
- Прилуцький полк
- Стародубський полк
- Чернігівський полк

## Герб
До 1767 року гербом губернії був козацький з мушкетом, коли його замінили російським двоголовим орлом.